# 배진우

## 클럽 경력
배진우는 성남 FC 유소년팀인 풍생고등학교를 졸업하고 제주국제대학교에서 대학 무대를 경험한 후, 2024년 말 서울 이랜드 FC에 입단하였다. 2025시즌 개막전부터 주전으로 나서며 K리그2 데뷔전을 치렀고, 이후 전반기 대부분의 경기를 풀타임으로 소화하고 있다.

## 프로 통계
- 2025 시즌 (7월 기준):

```
 - K리그2: 14경기 출전 (모두 선발 및 풀타임)
```

## 특징
184cm, 75kg의 체격 조건을 기반으로 제공권에서 강점을 보이며, 왕성한 활동량과 빠른 오버래핑 능력을 갖춘 우측 풀백이다.  
공격 가담 능력이 뛰어나며, 크로스 정확도와 위치 선정에서도 안정적인 모습을 보이고 있다.